# トモエソウ
トモエソウ（巴草; 学名: Hypericum ascyron）は、オトギリソウ科オトギリソウ属 の多年草。中国語名は連翹であるが、これはモクセイ科の植物の和名となっている。
リンネの『植物の種』(1753年) で記載された植物の一つであり、種小名 ascyron はギリシア語で同属の植物を意味する ἄσκυρον アスキュロン に由来する。

## 特徴
茎は、高さ50-130センチメートルくらいになり、直立し、分枝する。葉は茎に対生し、形は披針形で葉の基部は茎をなかば抱く。花期は7-9月で、径5センチメートル、花弁5個の大きな黄色の花を茎や枝の先につける。花は巴形のゆがんだ形をしており、和名の由来となっている。花の中心に雌蕊があり、花柱の先が5裂して反り返る。その周りには多数の雄蕊があり、5束に分かれる。

## 分布と生育環境
日本では、北海道、本州、四国、九州に、アジアでは、朝鮮、中国、シベリアに広く分布し、山地や河川敷の日当たりのよい草地に自生する。

## 変種
変種に、小型のヒメトモエソウ（ススヤトモエ）(var. brevistylum)、大型で、九州の山地や朝鮮、中国東北部に自生するオオトモエソウ（コウライトモエソウ）(var. longistylum)がある。